# Aglais igneaformis
Aglais igneaformis är en fjärilsart som beskrevs av Reuss 1910. Aglais igneaformis ingår i släktet Aglais och familjen praktfjärilar. Inga underarter finns listade i Catalogue of Life.